# API-dichtheid

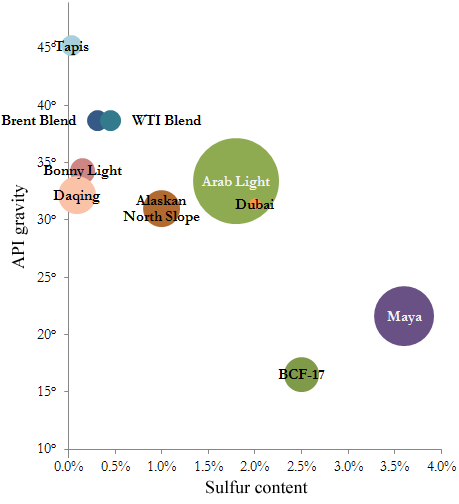
De belangrijkste marker crudes en hun relatieve productie. Horizontaal het zwavelgehalte, verticaal de dichtheid in graden API. Hoe hoger, hoe lichter de olie.

De API-dichtheid is een maatstaf van het American Petroleum Institute om een kwaliteit van olie te bepalen. De maatstaf bepaalt de dichtheid van de olie ten opzichte van water. 
Als de API-dichtheid groter is dan 10, dan is de olie lichter en drijft op het water. Indien het minder is dan 10 dan is de olie zwaarder en zinkt het. Het wordt ook gebruikt om verschillende oliesoorten met elkaar te vergelijken, drijft de ene soort boven de ander, dan is de bovenste de lichtste van de twee.
De API-dichtheid wordt uitgedrukt in graden. De API-dichtheid schaal is zodanig ontworpen dat de meeste waarden vallen tussen de 10 en 70 graden API. 
Ruwe olie wordt geclassificeerd als licht, medium, zwaar of extra zwaar, afhankelijk van de API-dichtheid: 
- Lichte olie heeft een API-dichtheid hoger dan 31,1° (minder dan 870 kg/m³);
- Medium olie heeft een API-dichtheid tussen 22,3°-31,1° (870-920 kg/m³);
- Zware olie heeft een API-dichtheid van minder dan 22,3° (920-1000 kg/m³);
- Extra zware olie (veelal olie gewonnen uit teerzand) heeft een API-dichtheid onder de 10,0° (groter dan 1000 kg/m³).

In het algemeen geldt dat lichte olie tegen een hogere prijs wordt verhandeld dan zwaardere olie. De API-dichtheid is een van de vele factoren op basis waarvan een prijs tot stand komt. 